# Slatinski Drenovac
Slatinski Drenovac je naselje u Republici Hrvatskoj, u sastavu Općine Čačinci, Virovitičko-podravska županija. 

## Stanovništvo

### Popis stanovništva 2011. godine
Prema popisu stanovništva iz 2011. godine, naselje je imalo 50 stanovnika (22 muškarca i 28 žena), većinom srednje i starije dobi.

### Popis stanovništva 2001. godine
Prema popisu stanovništva iz 2001. godine, naselje je imalo 72 stanovnika te 34 obiteljskih kućanstava.
| broj stanovnika | 549   | 519   | 453   | 575   | 534   | 608   | 887   | 771   | 405   | 566   | 506   | 425   | 362   | 307   | 72    | 50    | 29    |
|                 | 1857. | 1869. | 1880. | 1890. | 1900. | 1910. | 1921. | 1931. | 1948. | 1953. | 1961. | 1971. | 1981. | 1991. | 2001. | 2011. | 2021. |

## Znamenitosti
- pravoslavna crkva sv. Georgija, srušena 1942. godine[7]

## Šport
Prije Domovinskog rata, u naselju je postojao nogometni klub NK Drenovac.